# Чехова, Алёна Антоновна
Алёна Антоновна Чехова (род. 6 июня 1988, Куйбышев) — российская актриса театра, кино и телевидения. Получила известность благодаря фильмам «В спорте только девушки» и «Прощаться не будем».

## Биография
Родилась 6 июня 1988 года в Куйбышеве в семье инженеров-авиаконструкторов. Позднее вместе с родителями переехала в Ульяновск. Окончила хореографическую школу «Родничок». Дважды была признана «Лучшим учеником года», гимназию № 44 окончила с золотой медалью.
Поступила на юридический факультет в МГУ имени М. В. Ломоносова (на первом курсе была признана самой красивой девушкой Университета и получила титул «Мисс МГУ»). Окончила кафедру гражданского права с красным дипломом.
Позднее поступила в Театральный институт имени Бориса Щукина.
На телеэкранах дебютировала в сериале «Деффчонки». Первая роль в кино — в фильме «В спорте только девушки».
С 2015 по 2018 года училась в Лос-Анджелесе у Иваны Чаббак, в 2019 году преподавала в официальной студии Иваны Чаббак в Москве. В это время она активно посещала кастинги, которые проводили американские киностудии, в том числе на роль русской шпионки "Черной Вдовы" из киновселенной Marvel. Но в итоге снялась в нескольких американских фильмах категории B - "Осечка" и "Охотник за сокровищами: Легенда белой ведьмы".
В 2015-2016 годах сыграла небольшие роли в двух фильмах, которые продюсировал Тимур Бекмамбетов.
В 2017 году Алёна была ведущей церемонии открытия 39-го Московского международного кинофестиваля.
За роль в военном фильме «Прощаться не будем» была номинировна на премию «Золотой орёл 2019» и Chopard Talent Award в рамках ММКФ 2019.
В 2020 году вместе с Кириллом Разлоговым участвовала в Церемонии награждения национальной премии «Золотой орёл».

## Личная жизнь
Алёна активно занимается разными видами спорта, имеет 3 спортивный разряд в борьбе-самбо, является КМС в парусном спорте, участвует в турнирах по конному поло. С 2017 года пишет статьи для различных изданий, таких как posta-magazine.ru (рубрика «Играем в поло с Аленой Чеховой»), с 2019 года ведёт блоги о путешествиях для журнала Instyle.

## Творчество

### Роли в театре
- «Братья Карамазовы» (роль Лиза Хохлакова)
- «С любимыми не расставайтесь» (роль Лариса Кериалашвили)

### Роли в кино
- 2011 сериал «Детка» (студентка, эпизодическая роль)
- 2012 сериал «Дневник доктора Зайцевой» (блондинка, эпизодическая роль)
- 2012 сериал «Деффчонки» (Аня Кузьмина, роль второго плана)
- 2012 телефильм «Майский дождь» (жена босса)
- 2013 телесериал «Исцеление» (Кира, роль второго плана)
- 2013 телесериал «Любить нельзя ненавидеть» (Аня, роль второго плана)
- 2013 телефильм «Вьюга» (Снегурочка)
- 2014 фильм «В спорте только девушки» (Нечаева, главная роль)
- 2015 фильм «Он — дракон» (невеста)
- 2015 телесериал «Другой майор Соколов» (Алла, роль второго плана)
- 2015 фильм «Мальчишник» (Лера, главная роль)
- 2015 телефильм «По секрету всему свету» (Танюха, роль второго плана)
- 2015 фильм Хардкор (роль второго плана)
- 2017 «Осечка» / Dead Trigger (США, Ника, роль второго плана)
- 2018 фильм «Прощаться не будем» (Маша, главная роль)
- 2018 «Охотник за сокровищами: Легенда Белой ведьмы» / Treasure Hunter: Legend of the White Witch (США , Надя, главная роль)
- 2018 — фильм «Жизнь после жизни» (Мери, главная роль)
- 2019 — «Девушки бывают разные» (Рита, главная роль)
- 2020 — фильм «Звёзды мне укажут путь» (Алёна)
- 2024 — фильм «Ночные кошки» (Вика)
- 2025 — фильм «Отряд Светлячков» (Маша, главная роль)

## Награды и номинации
- Номинация на премию «Золотой Орёл 2019» за лучшую женскую роль в кино (фильм «Прощаться не будем»)[9];
- Номинация на премию «Chopard Talent Award» в рамках ММКФ 2019 за роль Маши в фильме «Прощаться не будем»[10];
- 2021 — премия «Аванс» от журнала «КиноРепортёр» в рамках 43-го Московского международного кинофестиваля[11];
- 2022 — приз «Лучшая женская роль» XIII Международного кинофестиваля имени Валентины Леонтьевой «От всей души» — фильм «Звезды мне укажут путь»[12][13];
- 2025 — приз «Лучшая женская роль» на кинофоруме «Золотой Витязь» — фильм «Отряд Светлячков»[14].